# Mariusz Witecki
Mariusz Witecki, né le 10 mai 1981 à Kielce, est un coureur cycliste polonais.

## Palmarès
- 2000
  - 2e du Chrono de Rochecorbon
  - 3e du Chrono des Nations espoirs
- 2001
  - 3e du Chrono de Rochecorbon
- 2002
  - 3e du Grand Prix de Blangy
  - 3e du Chrono de Rochecorbon
- 2003
  - 2e du Challenge Mayennais
- 2004
  - Mémorial Andrzeja Trochanowskiego
- 2006
  -  Champion de Pologne sur route
  - 3e de la Coupe des Carpates
- 2008
  - 6e étape du Bałtyk-Karkonosze Tour
  - Coupe des Carpates
  - 2e du Małopolski Wyścig Górski
- 2009
  - Classement général du Szlakiem Grodów Piastowskich
- 2010
  - Mémorial Henryka Lasaka
  - 2e du championnat de Pologne sur route
- 2012
  - Classement général du Mémorial Józefa Grundmana
  - Classement général de la Course de Solidarność et des champions olympiques
  - 3e du Małopolski Wyścig Górski

## Classements mondiaux
| Année           | 2005 | 2006 | 2007   | 2008 | 2009 | 2010 | 2011 | 2012 | 2013 | 2014 |
| --------------- | ---- | ---- | ------ | ---- | ---- | ---- | ---- | ---- | ---- | ---- |
| UCI Asia Tour   |      |      |        | 176e | 280e |      |      |      |      |      |
| UCI Europe Tour | 423e | 130e | 1 108e | 164e | 158e | 149e |      | 90e  | 588e | 724e |